# Napoleon (film din 2023)
Napoleon este un film epic dramatic istoric, regizat și produs de Ridley Scott după un scenariu scris de David Scarpa. Rolul lui Napoleon este interpretat de actorul Joaquin Phoenix. Filmul prezintă ascensiunea la putere a conducătorului francez. 
Napoleon a avut premiera la Salle Pleyel din Paris la 14 noiembrie 2023 și a fost lansat în Statele Unite și Regatul Unit la 22 noiembrie 2023, de Sony Pictures Releasing, înainte de a fi lansat pe Apple TV+ pe 1 martie 2024. Filmul a încasat 214 milioane de dolari americani în întreaga lume și a avut recenzii mixte din partea criticilor (deși în principal recenzii negative în Franța), cu laude pentru secvențele de luptă, deși a fost criticat pentru ritmul, tonul și inexactitățile sale istorice.

## Premisă
Filmul descrie ascensiunea la putere a lui Napoleon prin prisma relației sale captivante și volatile cu împărăteasa Joséphine.

## Distribuție
- Joaquin Phoenix – Napoleon Bonaparte
- Vanessa Kirby – împărăteasa Joséphine
- Tahar Rahim – Paul Barras
- Ben Miles – Coulancourt
- Ludivine Sagnier – Theresa Cabarrus
- Matthew Needham – Lucien Bonaparte
- Youssef Kerkour – generalul Davout
- Phil Cornwell – Sanson „The Borreau”
- Edouard Philipponnat – țarul Alexandru I al Rusiei
- Ian McNeice
- Paul Rhys – Talleyrand
- John Hollingworth – mareșalul Ney
- Gavin Spokes – Moulins

## Producție

### Dezvoltare
La 14 octombrie 2020, în aceeași zi în care filmările la Ultimul duel s-au încheiat, Ridley Scott a anunțat Kitbag (Bastonul) ca următorul său proiect pentru 20th Century Studios, pe care îl va regiza și îl va produce după un scenariu de David Scarpa⁠(d), colaboratorul lui Scott la Pentru toți banii din lume. Titlul proiectului Kitbag era derivat din zicala: „Fiecare soldat poartă în raniță un baston de mareșal”. Filmul a fost redenumit ca Napoleon. Se pare că Joaquin Phoenix a fost atașat să joace rolul generalului francez și împăratului Franței Napoléon Bonaparte,  după ce a colaborat cu regizorul în 2000 la Gladiatorul. Cu toate acestea, când înțelegerea lui Scott cu 20th Century Studios s-a încheiat până la sfârșitul anului, proiectul a devenit disponibil pentru alte studiouri importante. În ianuarie 2021, Apple Studios și-a anunțat angajamentul de a finanța și produce filmul, iar filmările au fost programate să aibă loc în Regatul Unit în 2022. „Napoleon este un bărbat de care am fost întotdeauna fascinat”, a declarat Scott, „a apărut de nicăieri ca să conducă totul – dar în tot acest timp a purtat un război romantic cu soția sa adulterină Joséphine. El a cucerit lumea pentru a încerca să-i câștige dragostea și, când nu a putut, a cucerit-o pentru a o distruge și s-a autodistrus în acest proces.”
Actrița Jodie Comer din Ultimul duel a fost prima alegere a lui Scott pentru a juca rolul împărătesei Joséphine. Ea a intrat în negocieri pentru a juca în martie 2021, și-a confirmat distribuția în septembrie și a spus: „Tocmai am profitat de șansa de a lucra din nou cu Ridley și echipa lui și de ideea de a lucra cu Joaquin, pe care îl admir enorm... Sunt atât de încântată să mă adâncesc în acea lume.” În noiembrie, ea a spus că rolul ei va fi „o altă provocare uriașă, dar ceea ce îmi place la dramele istorice este acest tip de transformare. Chiar și acum, făcând niște teste de costume și păr pentru Kitbag, este atât de interesant pentru că devine mult mai ușor [...] să [devii]... altcineva.” În aceeași lună, Youssef Kerkour a fost confirmat în distribuție. La 4 ianuarie 2022, Comer a dezvăluit că va renunța la film din cauza modificărilor de programare cauzate de pandemia COVID-19. Vanessa Kirby a fost anunțată ca înlocuitoare a lui Comer mai târziu în acea zi. La 18 ianuarie 2022, producătorul Kevin J. Walsh a declarat că filmul a fost redenumit Napoleon. În februarie, Tahar Rahim a fost adăugat distribuției.

### Filmări

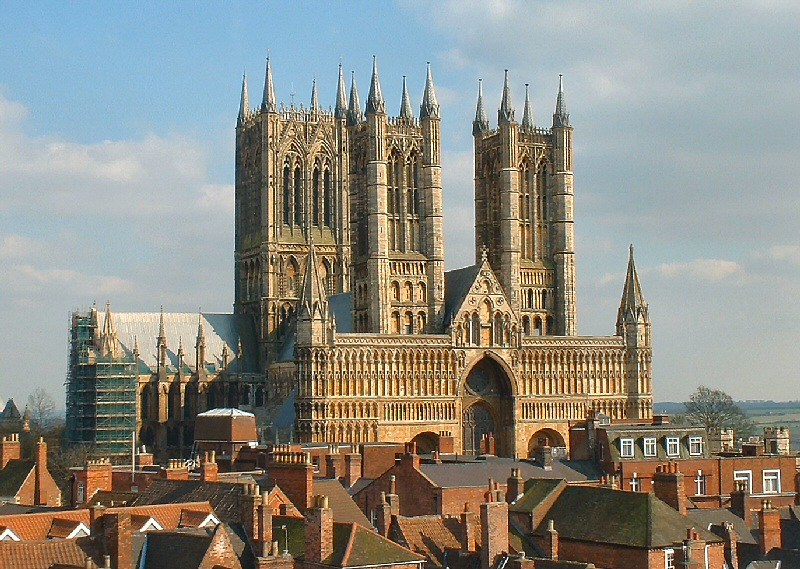
Filmările inițiale au avut loc la Catedrala Lincoln

Producția a început în februarie 2022.  Filmul va conține șase secvențe majore de luptă, spre deosebire de un alt film cu Napoleon, Waterloo (1970), care s-a concentrat pe o singură bătălie. Napoleon a fost turnat sub titlul de lucru Marengo, o referință la bătălia de la Marengo (1800).
Filmările au avut loc în Lincoln, Anglia, în martie 2022. Se pare că echipa a petrecut o săptămână pentru a pregăti Catedrala Lincoln, care a servit ca decor al catedralei Notre-Dame din Paris. Filmările în catedrală  au avut loc  în 17 și 18 martie, între orele 7 dimineata si 7 seara.
Filmările au avut loc și pe Stowe Avenue and House, Buckinghamshire; Palatul Blenheim din Woodstock, Oxfordshire; West Wycombe Park din Buckinghamshire, Anglia; Petworth House din Sussex, Anglia și Boughton House din Kettering, Anglia. De asemenea, era programat să fie filmat în Malta timp de trei săptămâni, începând din mai 2022. Fort Ricasoli din Kalkara⁠(d), Malta, urmează să fie transformat în locul asediului de la Toulon din 1793, unde Napoleon a avut prima sa victorie.